# ژواو یکم
جان اول (پرتغالی: João [ˈɐ̃uˈɐ̃w̃]؛ ۱۱ آوریل ۱۳۵۷–۱۴ اوت ۱۴۳۳) که به آن جان آویز نیز می‌گویند، از سال ۱۳۸۵ میلادی تا زمان مرگش در سال ۱۴۳۳ پادشاه پرتغال بود. وی به دلیل نقش خود در پیروزی پرتغال در جنگ پی در پی (succession war) با کاستیل، حفظ استقلال کشورش و تأسیس سلسله آویز (یا خوآنین) بر تخت پرتغال شناخته می‌شود. سلطنت طولانی مدت وی در طول ۴۸ سال، طولانی‌ترین دوران پادشاهان پرتغال، از سرآغاز گسترش برون مرزی پرتغال بود. وی به دلیل تلاش‌های خود برای به دست آوردن سرزمین‌های پرتغال در آفریقا، اولین پادشاه پرتغال شد که از عنوان «ارباب سئوتا» استفاده کرد.

## اوایل زندگی
جان در لیسبون به عنوان فرزند طبیعی (natural son) پادشاه پیتر اول پرتغال از زنی به نام ترزا متولد شد که به گفته اسقف سلطنتی فرنئو لوپز، یک گالیسی نجیب بود. در قرن ۱۸ میلادی یک سند قرن شانزدهم یافت شد که در آن از او به عنوان ترزا لورنچو نام برده شده‌است.